# Несь (село)
Несь — село в Заполярном районе Ненецкого автономного округа России, административный центр Канинского сельсовета. Село находится в пограничной зоне.

## География
Село расположено на правом берегу реки Несь, впадающей в Белое море, примерно в 6 милях от устья. Река Несь, по-ненецки звучит Хэху Яха (река богов).Западнее села находится аэродром Несь.

## История
Несь была основана во второй половине XVIII века, а именно в 1769 году, предположительно в начале декабря мезенскими крестьянами (четыре брата Коткиных), которые занимались в этих местах сезонной ловлей рыбы.  До 1903 года Несь входила в состав Дорогорской волости Мезенского уезда Архангельской губернии. В 1903 году Несь стала центром Несской волости. С 1924 года село Несь было центром Канино-Чёшской самоедской волости Мезенского уезда, объединившей кочевое население Канинской и Тиманской тундр. Позднее Несь стала центром Несского сельсовета Мезенского района. В 1934 году Несский сельсовет с населёнными пунктами Мгла и Несь перешёл из Мезенского района Северного края в состав Ненецкого национального округа. В 2005 году Несь стала центром муниципального образования «Канинский сельсовет» Заполярного района Ненецкого автономного округа.

## Население
| 2002 | 2010  |
| ---- | ----- |
| 1446 | ↘1368 |

Численность населения села, по данным Всероссийской переписи населения 2010 года, составляла 1368 человек.

## Уроженцы
- Ардеев, Клавдий Валерьянович (11 февраля 1924 года — 29 июня 1981 года) — капитан дальнего плавания. Рыбак. Герой Социалистического Труда. Награждён орденами Ленина, Трудового Красного Знамени и семью медалями. Участник Великой Отечественной войны. Указом Президиума Верховного Совета в 1981 г. его имя «Капитан Ардеев» присвоено новому кораблю.
- Иванов, Павел Никандрович (30 августа 1906, Архангельская губерния — 28 октября 2002, Ростов-на-Дону) — начальник Ленского речного пароходства, Герой Социалистического Труда (1966).
- Коткин, Сергей Николаевич — депутат Государственной думы Российской федерации.
- Чурсанов, Александр Павлович — председатель Собрания депутатов Ненецкого автономного округа.

## Экономика
Основные занятия населения — рыболовство и оленеводство. Центральная база СПК РК «Северный полюс» и СХПК Ненецкая община «Канин»

## Транспорт
Регулярные авиарейсы два раза в неделю, из Нарьян-Мара и Архангельска на самолёте Ан-2 или на вертолёте Ми-8. Грузы доставляются морем в период навигации из Архангельска, а также по зимнику из Мезени.

## Инфраструктура
Средняя школа, пришкольный интернат, детский сад, участковая больница, почта, филиал Сбербанка РФ, пекарня, магазины, аэропорт, метеостанция, электростанция.

## Улицы
- Заречная (улица)
- Колхозная (улица)
- Королёва (улица)
- Лахтенный (переулок)
- Механизаторов (улица)
- Молодёжная (улица)
- Набережная (улица)
- Новая (улица)
- Новосёлов (улица)
- Озёрная (улица)
- Оленная (улица)
- Профсоюзная (улица)
- Речная (улица)
- Северный (переулок)
- Советская (улица)
- Тундровая (улица)
- Школьная (улица)
- Юбилейная (улица)
- Ягодная (улица)

## Сотовая связь
Оператор сотовой связи стандарта GSM: МТС.

## Радио
- 102,0 Север FM

## Телевидение
- Первый мультиплекс
- Второй мультиплекс

### Карты
- Село Несь. Публичная кадастровая карта